# Eutropiichthys
Eutropiichthys är ett släkte av fiskar. Eutropiichthys ingår i familjen Schilbeidae.
Kladogram enligt Catalogue of Life:
| Eutropiichthys | \| \| Eutropiichthys britzi \| \| \| \| \| \| Eutropiichthys burmannicus \| \| \| \| \| \| Eutropiichthys goongwaree \| \| \| \| \| \| Eutropiichthys murius \| \| \| \| \| \| Eutropiichthys salweenensis \| \| \| \| \| \| Eutropiichthys vacha \| \| \| \| |
|                | \| \| Eutropiichthys britzi \| \| \| \| \| \| Eutropiichthys burmannicus \| \| \| \| \| \| Eutropiichthys goongwaree \| \| \| \| \| \| Eutropiichthys murius \| \| \| \| \| \| Eutropiichthys salweenensis \| \| \| \| \| \| Eutropiichthys vacha \| \| \| \| |
|                | Ailia |
|                | |
|                | Ailiichthys |
|                | |
|                | Clupisoma |
|                | |
|                | Irvineia |
|                | |
|                | Laides |
|                | |
|                | Neotropius |
|                | |
|                | Parailia |
|                | |
|                | Pareutropius |
|                | |
|                | Platytropius |
|                | |
|                | Proeutropiichthys |
|                | |
|                | Pseudeutropius |
|                | |
|                | Schilbe |
|                | |
|                | Silonia |
|                | |
|                | Siluranodon |
|                | |
|                | Eutropiichthys britzi |
|                | |
|                | Eutropiichthys burmannicus |
|                | |
|                | Eutropiichthys goongwaree |
|                | |
|                | Eutropiichthys murius |
|                | |
|                | Eutropiichthys salweenensis |
|                | |
|                | Eutropiichthys vacha |
|                | |

|  | Eutropiichthys britzi       |
|  |                             |
|  | Eutropiichthys burmannicus  |
|  |                             |
|  | Eutropiichthys goongwaree   |
|  |                             |
|  | Eutropiichthys murius       |
|  |                             |
|  | Eutropiichthys salweenensis |
|  |                             |
|  | Eutropiichthys vacha        |
|  |                             |